# Honorowi Obywatele Nysy
Regulamin nadania tytułu Honorowego Obywatela Miasta Nysy przyjęła Rada Miejska w Nysie w dniu 30 czerwca 1999 roku. Tytuł ten jest szczególnym wyrazem uhonorowania osoby za zasługi na rzecz miasta Nysy. Może być nadawany osobom niezamieszkałym w Nysie, zarówno obywatelom polskim jak i cudzoziemcom. Jest on przyznawany za wybitne zasługi na rzecz miasta, przyczyniające się do jego rozwoju oraz wzbogacające jego dorobek w różnych dziedzinach.

## Uhonorowani
- Bartosz Kurek[1]
- Bernhard Serwuschok
- Bernward Trouw
- Dmitrij Leluszenko[2]
- Ginter Grothe
- Joachim Gerhard
- Josef Holtermann
- Karl-Heinz Kocar
- Kazimierz Cybulski
- Marian Smutkiewicz
- Marta Klubowicz
- Mikołaj Andrijczuk
- Ryszard Knosala
- Vlasta Vitaskowa